# Middletown, Connecticut
Middletown, Connecticut là một thành phố thuộc quận Middlesex trong tiểu bang Connecticut, Hoa Kỳ. Thành phố có tổng diện tích 109,6 km², trong đó diện tích đất là 105,9 km². Theo điều tra dân số Hoa Kỳ năm 2010, thành phố có dân số 47.481 người.
Middletown nằm dọc theo sông Connecticut, ở phần trung tâm của tiểu bang, 16 dặm (26 km) về phía nam của Hartford. Năm 1650, nó được thành lập như là một thị trấn theo tên gốc Anh Điêng của nó, Mattabeseck. Nó nhận tên hiện nay năm 1653. Năm 1784, khu định cư trung tâm được thành lập như là một thành phố khác từ thị trấn. Năm 1923, thành phố Middletown đã được hợp nhất với thị trấn, làm cho giới hạn thành phố của thành phố khá rộng. Ban đầu là một cảng thuyền bận rộn và sau đó một trung tâm công nghiệp, hiện nay phần lớn dân cư với trung tâm thành phố phục vụ như là một thị trấn đại học Wesleyan University. Middletown là thủ phủ quận Middlesex County từ sáng tạo của nó vào năm 1785 cho đến khi loại bỏ chính phủ của quận trong năm 1960. Middletown, Connecticut được coi là thành phố cực nam trong khu vực đô thị Hartford-Springfield, có dân số 1,9 triệu người, khu vực đô thị lớn thứ hai ở New England. 